# Amīrābād-e Kohneh
Amīrābād-e Kohneh (persiska: اميراباد كهنه, Amīrābād, امیر آباد) är en ort i Iran.   Den ligger i provinsen Qazvin, i den nordvästra delen av landet, 120 km väster om huvudstaden Teheran. Amīrābād-e Kohneh ligger 1 188 meter över havet och antalet invånare är 633.
Terrängen runt Amīrābād-e Kohneh är platt. Runt Amīrābād-e Kohneh är det ganska tätbefolkat, med 108 invånare per kvadratkilometer. Närmaste större samhälle är Sangarābād, 14,6 km sydväst om Amīrābād-e Kohneh. Trakten runt Amīrābād-e Kohneh består i huvudsak av gräsmarker.